# Vojtěch Kastl
Vojtěch Kastl (8. března 1908, Most – 3. ledna 1968) je bývalý český fotbalista, útočník, reprezentant Československa.

## Sportovní kariéra
V lize odehrál 136 utkání a dal 67 gólů. Hrál za SK Prostějov (1935-1938, 1941-1943) a Baťu Zlín (1938-1941). Jednou startoval ve Středoevropském poháru.
Za československou reprezentaci odehrál roku 1936 jedno utkání (přátelský zápas s Itálií).